# Kondominium

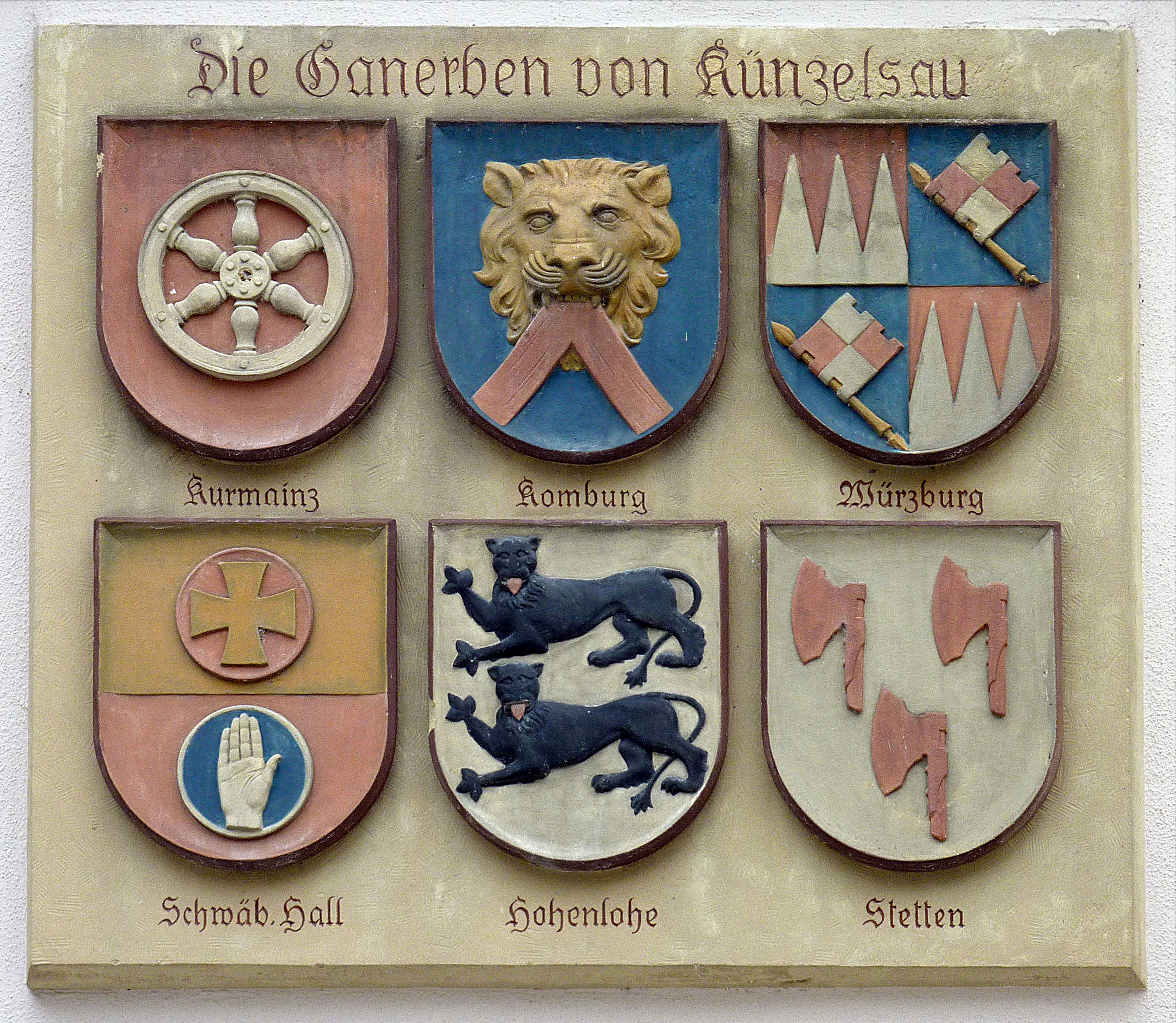
In Künzelsau herrschten sechs Reichsstände als Ganerben.

Kondominium oder Kondominat (von lateinisch con-dominium, also „gemeinsame Herrschaft“, deutsch Gemein- oder Gesamtherrschaft bzw. Samtherrschaft) ist die gemeinschaftlich ausgeübte Herrschaft mehrerer Herrschaftsträger (Kondominanten) über ein Gebiet. Auch das jeweilige Gebiet selbst wird als Kondominium bezeichnet.

## Bedeutung
In der europäischen Geschichte gibt es zahlreiche Beispiele für Kondominien. Von der Entstehung her werden Grenz- und Nachfolgekondominien unterschieden: Erstere lassen eine Grenzziehung zwischen zwei Mächten offen, das umstrittene Gebiet wird gemeinsam verwaltet. Letztere entstehen aus nicht aufgelösten Erbengemeinschaften.
Mit der Bildung der modernen Nationalstaaten wurden die Kondominien überwiegend aufgelöst, oft real geteilt.

## Gegenwärtige Kondominien
Beispiele für heute bestehende Kondominien sind:
- die Flüsse Our, Sauer und Mosel an den Stellen, wo sie die Grenze zwischen Deutschland und Luxemburg bilden.[2] Gemeinsame Herrschaftsausübung durch die Bundesrepublik Deutschland und das Großherzogtum Luxemburg über die gesamte Wasserfläche der Mosel mit Ausnahme der Schleusenbauwerke. Soweit an der Grenze mit Rheinland-Pfalz befindlich, gilt das Gebiet der drei Grenzflüsse als einziges gemeindefreies Gebiet des Landes Rheinland-Pfalz (Gemeinschaftliches deutsch-luxemburgisches Hoheitsgebiet). Der etwa zehn Kilometer lange Moselabschnitt, der die Grenze zwischen Luxemburg und dem Saarland darstellt und auch Teil des Kondominiums ist, ist ebenfalls gemeindefreies Gebiet. Die auf dem Wiener Kongress 1815 getroffene Regelung wurde im Jahr 1984 in einem Grenzvertrag bestätigt.[3]
- der Distrikt Brčko im Nordosten Bosnien und Herzegowinas, dessen Verwaltung sich die Föderation Bosnien und Herzegowina und die Republika Srpska teilen. Faktisch untersteht er jedoch direkt der bosnisch-herzegowinischen Zentralregierung in Sarajevo, hat allerdings eine lokale Selbstverwaltung.
- die Fasaneninsel, eine unbewohnte Binneninsel und das kleinste Kondominium der Welt, in deren Verwaltung sich Spanien und Frankreich halbjährlich abwechseln.[2]

Andorra war seit dem Frieden von Lleida am 8. September 1278 das älteste Kondominium und stand unter Verwaltung des Bischofs von Urgell und des jeweiligen französischen Staatsoberhauptes. Seit der neuen Verfassung von 1993 ist Andorra kein Kondominium mehr, sondern ein souveräner Staat mit zwei Staatsoberhäuptern (Kofürsten), dem Bischof von Urgell und dem Präsidenten von Frankreich.
Für Gibraltar wurde 2001 von der britischen Regierung als Kompromissvorschlag für die Zukunft der Kronkolonie ein Kondominium mit Spanien vorgeschlagen, von der Bevölkerung Gibraltars aber 2002 in einem Referendum abgelehnt.
Der Obersee des Bodensees wird oft als Kondominium bezeichnet, ist aber durch das Fehlen staatsvertraglicher Regelungen kein solches; auch ist mangels Ausbildung einer gewohnheitsrechtlichen Regelung oder Übereinstimmung auf eine gemeinsame Auffassung ein Kondominium nicht anzunehmen. Die österreichische, überwiegend aber auch deutsche Auffassung ist, dass zwischen den Anliegerstaaten keine Grenze vereinbart ist, sondern die hoheitlichen Aufgaben von den Anrainern Deutschland, Österreich und der Schweiz gemeinsam wahrgenommen werden. Österreich betrachtet dabei den gesamten Obersee (wohl ohne den Überlinger See) mit Ausnahme der Halde, des ufernahen Bereichs bis zu 25 Meter Wassertiefe, als Kondominium, während die Schweiz – wie bei Binnengewässern üblich – seit Jahrhunderten von einer Realteilung, d. h. einer Teilung im mittleren Abstand zu den Ufern, ausgeht. Bezüglich des Konstanzer Trichters und des Untersees bestehen zwischen der Schweiz und Deutschland entsprechende vertragliche Vereinbarungen. Der Obersee ist daher eher als „staatsfreies Gebiet“ und als „internationaler Gemeinschaftsraum“ ohne Klärung der Hoheitsgewalt anzusehen, wobei alle in der Praxis auftretenden Fragen durch zahlreiche zwischenstaatliche Verträge auch über die Aufteilung exekutiver Zuständigkeiten ausreichend geregelt sind und diese intensive regionale Zusammenarbeit eine Klärung der Souveränitätsfrage überflüssig macht.
In Afrika wird das Abyei-Gebiet zwischen (Nord-)Sudan und Südsudan seit dem Naivasha-Abkommen von 2005 wiederholt als Kondominium beider Staaten bezeichnet, ist jedoch wegen der wiederholt in der Region aufflammenden Konflikte de facto wieder umstrittenes Gebiet.

## Historische Kondominien (Auswahl)
Die Liste der Beispiele für Kondominien in der Geschichte ist nicht vollständig – allein in Baden-Württemberg blicken 274 der früheren Gemeinden auf eine Geschichte als Kondominium zurück –, sondern führt besonders typische und auch skurrile Fälle auf:

### Mitteleuropa
- Beiderstädtisches Amt Bergedorf der beiden Freien Hansestädte Hamburg und Lübeck (1420–1867).[11]
- Bieber gehörte von 1339 bis 1559 den Grafen von Rieneck und den Herren (später: Grafen) von Hanau und danach bis 1684 zu Kurmainz und Hanau.[12]
- Die Herrschaft Breuberg mit bis zu vier Herren zwischen 1323 und 1497[13]
- Der Ort Burgau bildete im Heiligen Römischen Reich ein Kondominium zwischen der Landgrafschaft Fürstenberg-Meßkirch (Obervogteiamt Neufra) und der Reichsabtei Salem (Oberamt Ostrach). Der Salemer Besitz fiel 1806 an Hohenzollern-Sigmaringen, der fürstenbergische Anteil an Württemberg. Der hohenzollerische, ab 1850 preußische Teil hatte den Status einer selbständigen Gemeinde im Oberamt Sigmaringen, während der württembergische ein Ortsteil von Heudorf (Oberamt Riedlingen) und 1934 nach Dürmentingen eingemeindet wurde. Auch die Zugehörigkeit zu verschiedenen Landkreisen (Sigmaringen und Saulgau) blieb bis zur Kreisreform 1968/70 bestehen, als Dürmentingen mit Burgau zum Landkreis Biberach geschlagen wurde.[14]
- Der Pfarrort Edelfingen war gemeinschaftlicher Besitz des Hoch- und Deutschmeistertums des Deutschen Ritterordens (Tauberoberamt Mergentheim, Amt Balbach) zu 5/8; des zum reichsunmittelbaren Niederadel zählenden Herren von Hatzfeld zu 2/8; der in der Reichsritterschaft, Fränkischer Ritterkreis, Kanton Odenwald inkorporierten Freiherren von Adelsheim zu 1/8. 1794 fiel der Anteil der Herren von Hatzfeld an das Hochstift Würzburg und 1803 mit der Säkularisation an den Fürsten zu Hohenlohe-Bartenstein-Jagstberg. 1806 fiel das Adelsheimer Achtel des Ortes an das Großherzogtum Baden, die zwei bartensteinischen Achtel des Dorfes gingen ebenfalls im Jahre 1806 von den Fürsten zu Hohenlohe an das Königreich Württemberg. Die restlichen fünf Achtel im ehemaligen Besitz des Deutschen Ordens kamen 1809 an Württemberg. Erst mit dem Staatsvertrag von 1846 endete das Kondominium mit Baden und Edelfingen wurde komplett württembergisch.
- Der Federsee in Oberschwaben war Kondominium der drei „Seeherrschaften“ Abtei Marchtal, Graf von Stadion-Warthausen und Reichsstadt Buchau. 1803 im Reichsdeputationshauptschluss § 13 kamen Stadt und Stift Buchau an die Fürsten von Thurn und Taxis, 1806 in der Rheinbundakte zu Württemberg.[15]
- Das kleine Gebiet Frais im oberpfälzisch-böhmischen Grenzgebiet bei Eger stand von 1591 bis 1862 unter jährlich abwechselnder Herrschaft der Stadt Eger und des Klosters Waldsassen.[16]
- Das Freigericht Wilmundsheim vor der Hart (Alzenau, Freigericht) als Kondominium zwischen den Grafen von Hanau-Münzenberg und dem Kurfürstentum Mainz zwischen 1500 und 1736.[17]
- Die Stadt Fürth in Franken: Vom 15. bis zum Ende des 18. Jahrhunderts bestand die so genannte „Dreiherrschaft“ der Bamberger Bischöfe, der Markgrafen von Brandenburg-Ansbach und der freien Reichsstadt Nürnberg. Durch die Abdankung des letzten Markgrafen von Brandenburg-Ansbach-Bayreuth, Christian Friedrich Carl Alexander, kam das Markgraftum zurück an die brandenburg-preußischen Hohenzollern. In diesem Zusammenhang wurde auch Fürth preußisch und die bisherige „Dreiherrschaft“ endete.[18]
- Der Ort Gellmersbach, ursprünglich zur Herrschaft Weinsberg gehörend, wurde 1335 von der weinsbergischen Herrschaft zur Hälfte an Kurmainz, 1412 die andere Hälfte an die Kurpfalz verkauft. Die vom Erzstift Mainz erworbene Ortshälfte gelangte 1484 an den Deutschen Orden, der diese Besitzung bis zum Übergang zu Württemberg 1809 innehatte, während die von Kurpfalz erworbene Ortshälfte mit der ganzen damaligen Herrschaft Weinsberg bereits 1504 an Württemberg fiel.[19]
- Die Gemeinen Herrschaften, die zwischen 1415 und 1798 von verschiedenen Schweizer Kantonen gemeinsam verwaltet wurden,[20]
- Der Ort Heufelden, ursprünglich den Grafen von Berg gehörig, verteilte sich durch Kauf und Stiftungen unter acht Herren: die Universität Freiburg, die Stadtpfarrei Ehingen, Stadt und Spital Ehingen, die Klöster Salem, Söflingen und Urspring, die Gemeinde selbst und den Grafen Schenk von Castell, die alle zusammen unter österreichischer Landeshoheit und der hohen Obrigkeit der Herrschaft Ehingen die niedere Gerichtsbarkeit ausübten. 1806 zu Württemberg.[21]
- Der die Grenze zwischen der seinerzeit zum Königreich Bayern und dem Elsass (bis 1871 und wieder ab 1919 zu Frankreich gehörend, 1871 bis 1919 deutsches Reichsland) bildende Weg zwischen Hilst und dem Verbindungsweg Eppenbrunn/Roppeviller war seit der Grenzbereinigung im Jahr 1826 bayerisch-französisches Kondominium, auf dem Souveränitätsrechte nicht bestanden. Das Kondominium wurde mit Wirksamwerden des deutsch-französischen Vertrags vom 14. August 1925[22] beendet.[23]
- Der Hüttenberg unterstand von 1396 bis 1703 der gemeinsamen Regierung der Landgrafen von Hessen und der Grafen von Nassau-Saarbrücken.[24]
- Kehldorf und Sundheim waren bis zum Übergang an Baden 1806 ein Kondominium, während die Reichsfestung Kehl seit 1698 zur Markgrafschaft Baden-Baden gehörte. Kehldorf und Sundheim waren in der Reichsritterschaft, Schwäbischer Ritterkreis, Kantonsbezirk Ortenau immatrikuliert. Die Hoheitsrechte teilten sich: 1/2 Stift St. Stephan in Straßburg, 1/4 Böcklin von Böcklinsau, 1/3 Markgrafschaft Baden-Baden, Amt Kehl (Stadt und Festung), 1/8 Fürstentum Nassau-Usingen.[25]
- Die Gemeinde Kißlegg wird von zwei Schlössern dominiert, von denen aus zwei Linien des Hauses Waldburg den Ort bis 1806 als Kondominium beherrschten. Das ursprünglich in der Reichsritterschaft, Schwäbischer Ritterkreis, Kanton im Hegau, Allgäu und am Bodensee immatrikulierte Kißlegg gehörte je zur Hälfte den Truchsess von Waldburg-Wolfegg-Waldsee (Herrschaft Kißlegg) und den Truchsess von Waldburg-Zeil-Wurzach, die ihren Anteil als Erben der Linie zu Scheer-Trauchburg 1793 erworben hatten.[26]
- Die Residenzstadt Künzelsau war ursprünglich ein reichsritterschaftlicher Ort. Ab 1328 verkauften die Herren von Stetten und ihre Nachfolger sukzessive Anteile an andere Reichsstände. 1489 vereinbarten das Erzstift Mainz, Hohenlohe, die Reichsstadt Schwäbisch Hall und die von Stetten eine Ganerbenverwaltung. Am Ende des Alten Reichs besaßen Anteile: Fürstentum Hohenlohe-Neuenstein-Öhringen (Amt Künzelsau); Kurmainz (Oberamt Krautheim, Amtsvogtei Nagelsberg); Hochstift Würzburg (Amt Jagstberg); Ritterstift Comburg (Reichsritterschaft, Fränkischer Ritterkreis, Ritterkanton Odenwald). Künzelsau war Residenz der Linie Hohenlohe-Neuenstein-Künzelsau, ausgestorben 1689. Im Reichsdeputationshauptschluss 1803 bestimmte § 18, dass die Mainzer, Würzburger und Comburger Anteile am Marktflecken Künzelsau an das Fürstentum Hohenlohe-Neuenstein gehen sollten, jedoch schon 1804 fiel Künzelsau durch Erbschaft und Teilung an Hohenlohe-Kirchberg und Hohenlohe-Langenburg, die 1806 Württemberg inkorporiert wurden.[27]
- Die Gemeinde Kürnbach als Kondominium zwischen der Landgrafschaft Hessen-Darmstadt (Vogtei Kürnbach) und dem Herzogtum Württemberg. 1810 wurde der württembergische Anteil von Kürnbach an Baden abgetreten. Das Kondominium bestand bis 1905.[28]
- Die Stadt Ladenburg als Kondominium zwischen den Bischöfen von Worms und dem Kurfürsten von der Pfalz (1383–1705).[29]
- Die Grafschaft der Schenken von Limpurg von 1441 bis 1806 im Besitz verschiedener Allodialerben. Gaildorf blieb bis 1441 im gemeinsamen Besitz der Schenken von Limpurg und wurde dann 1557, 1690 und 1774 mehrfältig geteilt. Die Linie Limpurg-Gaildorf war 1690 ausgestorben. Die Erben der Linie Limpurg-Gaildorf bildeten die „Landesteile“ Solms-Assenheimischer Landesteil mit dem Anteil an der Stadt Gaildorf, Ämter Gschwend und Oberrot (1/4 Graf von Waldeck-Bergheim, 1/4 Graf von Leiningen, 1/4 Graf von Ysenburg-Büdingen-Meerholz, 1/4 Graf zu Solms-Assenheim-Rödelheim) und Wurmbrandscher Landesteil mit dem Anteil an der Stadt Gaildorf, Ämter Gaildorf-Land und Gschwend (1/2 Fürstin zu Leiningen-Hardenburg-Dagsburg, 1/2 Württemberg). Die 1/2 Stadt Gaildorf war 1690 an die Sontheimer und Speckfelder Linie abgetreten worden. Die einzelnen Herrschaften der Erben der Linie Limpurg-Sontheim gehörten verschiedenen Allodialerben, die Herrschaft Gaildorf dem Grafen Pückler. Die Erben der Linie Limpurg-Speckfeld waren 2/3 die Grafen von Rechteren, 1/3 Grafen Pückler.[30]
- Die Stadt Lippstadt als Kondominium zwischen Brandenburg-Preußen und dem Fürstentum Lippe von 1666 bis 1850.[31]
- Der historische Bezirk Merzig-Saargau als Kondominium zwischen Kurtrier und dem Herzogtum Lothringen von 1368 bis zur Teilung 1778.[32]
- Das neutrale Moresnet, das von 1816 bis 1919 von Preußen (bzw. ab 1871 Deutsches Reich) und den Niederlanden (bzw. ab 1830 Belgien) gemeinsam verwaltet wurde.[2][33]
- Die Münzenberger Erbschaft mit der Burg Münzenberg von 1255 bis 1935 unter zahlreichen adeligen Familien der Wetterau.[34]
- Die Gemeinde Nennig als Kondominium zwischen Kurtrier, dem Herzogtum Luxemburg und dem Herzogtum Lothringen bis zur Besetzung durch die französischen Revolutionstruppen 1794.[35]
- Der Ort Niedernhall mit der für die Salzversorgung wichtigen Saline wurde von drei Reichsständen als Kondominium verwaltet: Fürstentum Hohenlohe-Neuenstein-Öhringen (Amt Forchtenberg); Kurmainz (Oberamt Krautheim, Amtsvogtei Nagelsberg); Abtei Schöntal unter erzbischöflich-mainzischer Landeshoheit. 1799 wurden die Rechte des Erzbistums Mainz vom Fürstentum Hohenlohe-Ingelfingen übernommen, 1806 fiel Niedernhall ungeteilt an Württemberg.[36]
- Das Gemeinschaftsamt Parkstein-Weiden war ein von 1421 bis 1714 bestehendes Kondominat innerhalb des Heiligen Römischen Reiches in der nördlichen Oberpfalz, das unter zwei häufig wechselnden Landesherrschaften stand.[37]
- Das Amt Partenstein gehörte von 1277 bis 1684 je zur Hälfte den Herren (später: Grafen) von Hanau und dem Erzbistum Mainz.[38]
- Die Herrschaft Poltringen und Oberndorf war in der Reichsritterschaft, Schwäbischer Ritterkreis, Kanton am Neckar und Schwarzwald, immatrikuliert; die Herrschaft wurde jedoch von zwei Angehörigen des Hochadels ausgeübt, nämlich von der Niederen Reichsgrafschaft Hohenberg, die zu Schwäbisch Österreich und damit zu Vorderösterreich gehörte, zu 2/3, und dem Herzogtum Württemberg (Stabskellerei Tübingen) zu 1/3. Die Oberhoheit hatten am Ende des 13. Jahrhunderts die Pfalzgrafen von Tübingen inne, seither bilden Poltringen und Oberndorf hinsichtlich der Herrschaftsrechte eine Einheit. Im 14. Jahrhundert war die Herrschaft zwischen den Grafen von Eberstein und den Herren von Hailfingen geteilt. Von den letzteren kamen Rechte an die Grafen von Hohenberg und später an Österreich sowie zu Württemberg. Die Freiherren von Ulm zu Erbach (1702–1762 Erblandvögte der österreichischen Grafschaft Hohenberg) übten die Ortsherrschaft aus.[39]
- Die Herrschaft Prechtal im oberen Elztal war ein Kondominium der Markgrafschaft Baden-Hachberg (bzw. der Rechtsnachfolger Markgrafschaft Baden und Markgrafschaft Baden-Durlach) und der Grafen (später Fürsten) von Fürstenberg. Sie bestand von 1409 bis 1810.
- Die Gemeine Teilherrschaft Riegel stellte eine besondere Form der Ortsherrschaft im vorderösterreichischen Breisgau zwischen 1381 und 1806 dar, bei der mehrere Standesherren das Amt gemeinschaftlich in turnusmäßigem Wechsel ausübten. Alles begann mit dem ungewöhnlichen Testament einer besonderen Frau aus der Familie Malterer, die mit dem Silberhandel im Breisgau reich geworden waren. Vor ihrem Tode vermachte die Witwe Gisela Malterer 1381 die Herrschaft Riegel mit der Burg Riegel ihren elf Enkeln – sechs Söhne und eine Tochter des Ritters Johann von Blumegg oder Blumeneck († 1383), der mit Margarete Malterer, einer Tochter des Johann und der Gisela Malterer, verheiratet war, sowie vier Töchter ihres Sohnes Martin Malterer, der in der Schlacht bei Sempach 1386 den Leib des sterbenden Herzogs Leopold III. von Habsburg mit seinem eigenen deckte und dabei den Tod fand – zu gleichen Teilen und begründete so die Gemeine Teilherrschaft. Nach diesen elf Enkeln berechnete man jahrhundertelang die Ortsanteile und bezeichnete sie als Elftel. Da diese vererbt, verkauft, verschenkt und geteilt werden konnten, gab es im Laufe der Zeit eine gewaltige Verschiebung der Anteile, und die verschiedenen Adelsgeschlechter aus dem Breisgau und dem Elsass wurden Teilherren in Riegel. Von 1661 bis zum Ende der Herrschaft am Beginn des 19. Jahrhunderts waren es drei Standesherren, nämlich die Fürsten von Schwarzenberg als Besitzer der Herrschaft Lichteneck mit 5 ¾ Elfteln, die Abtei Ettenheimmünster mit 2 ⅞ Elfteln und von 1687 die Reichsfreiherren von Sickingen mit 2 ⅜ Elfteln der gesamten Herrschaft.[40]
- Das Fürstentum Salm von 1802 bis 1811 als Kondominium der Fürstenhäuser Salm-Salm und Salm-Kyrburg (wobei hier der Sonderfall vorliegt, dass ein Gebiet sich nicht auf eine geteilte Souveränität zweier Herrscher bezieht, sondern zwei Souveränitätstitel umfasst, nämlich den des Fürsten zu Salm-Salm und den des Fürsten zu Salm-Kyrburg).[41]
- Das preußisch-österreichische Kondominium in Schleswig-Holstein von 1864 bis 1866[2][42]
- Die Herrschaft Schmalkalden stand zwischen 1360 und 1583 unter gemeinsamer Verwaltung der Grafschaft Henneberg-Schleusingen und der Landgrafschaft Hessen.[43]
- Die Herrschaft Schüpfergrund gehörte bis ins 16. und 17. Jahrhundert den von Dottenheim und von Rosenberg, stand aber außer dem halben eingezogenen Lehensanteil der Kurpfalz an Sachsenflur und dem stets außerhalb stehenden pfälzischen Meierhof Gräffingen unter Landeshoheit von Kurmainz. Die Besitzer waren Ganerben (1/2 Fürst von Hatzfeld, 1/4 Erben von Hoheneck, zuletzt Graf von Fugger, 1/3 Freiherr von Gemmingen, 1/3 Seyfried als Erben der von Adler), nur Kupprichhausen mit Ahornhof und Lengenrieden gehörten Hatzfeld ganz. Nach dem Aussterben der Hatzfeld 1794 erhob das Hochstift Würzburg Ansprüche, Mainz nahm jedoch von dem heimgefallenen Lehen Besitz und unterstellte es als Amtsvogtei Schüpf dem Oberamt Bischofsheim.[44]
- Das Kondominat im Sinngrund, bestehend aus Mittelsinn und Obersinn, stand von 1814 bis 1863 unter der gemeinsamen Herrschaft des Königreichs Bayern und Kurhessens; es wurde durch den Staatsvertrag vom 18./22. Oktober 1860, wirksam am 1. Dezember 1863, aufgelöst.[45]
- Die Herrschaft über die Hintere Grafschaft Sponheim war seit 1437 ein Kondominium der Markgrafschaft Baden und der Grafschaft Veldenz, später der Markgrafschaft Baden und der Pfalzgrafschaft Pfalz-Simmern-Zweibrücken-Birkenfeld als Erbe von Veldenz.[46]
- Die Herrschaft über die Vordere Grafschaft Sponheim mit den Ämtern Kreuznach, Kirchberg und Naumburg war nach dem Aussterben der Linie 1414 zunächst 1417 zwischen der Kurpfalz (ein Fünftel) und den Starkenburger Grafen (vier Fünftel) aufgeteilt worden. Als letztere 1437 ausstarben, fielen je zwei Fünftel ihres Anteils an die Markgrafschaft Baden und die Grafschaft Veldenz (später Pfalzgrafschaft Pfalz-Simmern). 1559 wurden die drei Pfälzer Fünftel vereinigt; 1707 erlosch das Kondominium durch Teilungsvertrag zwischen der Kurpfalz und Baden.[47]
- Das Kondominat Umstadt bestand seit dem Ende des 12. Jahrhunderts bis 1803 unter wechselnden Herren: dem Kloster Fulda mit mehreren Lehensträgern bis 1390, der Kurpfalz und Hanau, ab 1456: Hanau-Lichtenberg bis 1504, Kurpfalz und Landgrafschaft Hessen und späteren weiteren beteiligten Kondominatsherren, kurzzeitig unterbrochen von durch kriegerische Ereignisse ausgelösten Einzelherrschaften, bis 1803 die Landgrafschaft Hessen-Darmstadt die ungeteilte Herrschaft übernahm.[48]
- Die Stadt Widdern gehörte ursprünglich den Herren von Gemmingen-Horneck, die in der Reichsritterschaft, Fränkischer Ritterkreis, Ritterkanton Odenwald, immatrikuliert waren. Durch Veräußerungen wurden ab dem 15. Jahrhundert Teile gebildet, die nach Fünfhundertundzwölftel gerechnet wurden. Es besaßen: das Herzogtum Württemberg (Oberamt Möckmühl, Rentkammer) 114/512; das Hochstift Würzburg (Amt Widdern) 192/512; in der Reichsritterschaft Freiherr von Gemmingen 110/512; Züllenhardt 96/512. 1806 erhielt Württemberg den züllenhardtschen Besitz, Baden den gemmingenschen Anteil, dazu die restlichen 192/512, die bis 1803 dem Hochstift Würzburg gehört hatten. Damit wurde Widdern zum badisch-württembergischen Kondominium, dessen Anteile nunmehr nach den neuen Besitzverhältnissen in Zweiunddreißigstel gerechnet wurden. 1843 erwarb Württemberg (13/32) die badischen Anteile (19/32) an Widdern und beendete das Kondominium.[49]
- Erbstreit um Nassau-Siegen (1623–1648) und nachfolgendes Kondominium dreier Verwandter (Landesteilung)

### Übriges Europa
- Das Herzogtum Livland 1561–1629/1660 bzw. dessen Restgebiet Polnisch-Livland 1629–1772 als Kondominium der beiden Reichsteile Polen und Litauen.[50]
- Bosnien-Herzegowina als Kondominium der beiden eigenständigen habsburgischen Teilreiche Österreich und Ungarn von 1908 bis 1918

### Afrika
- Der Sudan war von 1899 bis 1955 nominell britisch-ägyptisches Kondominium, de facto aber britische Kolonie.
- In der Oase Figig wurde im Jahr 1902 ein Kondominium zwischen Frankreich und Marokko errichtet.[51]

### Pazifik
- Die Samoainseln waren von der Berliner Samoa-Konferenz 1889 bis 1899 Kondominium des Deutschen Reichs, Großbritanniens und der USA. Anschließend wurden sie zwischen dem amerikanischen Ost- und dem deutschen Westsamoa aufgeteilt.[2]
- Die Neuen Hebriden (heute Vanuatu), bis 1980 gemeinsam beherrscht von Großbritannien und Frankreich.[2]
- Die Kanton- und Enderbury-Inseln (heute Teil von Kiribati), von 1939 bis 1979 ein Kondominium Großbritanniens und der USA.

## Gemeinschaftliches Protektorat
Vom Kondominium zu unterscheiden sind gemeinschaftliche Protektorate mehrerer Schutzmächte, etwa im Fall der Republik Krakau von 1815 bis 1846. Während beim Protektoratsverhältnis das betreffende Territorium selbst Völkerrechtssubjekt und Träger (eingeschränkter) Souveränität ist, die nur teilweise von den Schutzmächten ausgeübt wird, hat das unter Kondominat stehende Territorium keinerlei Souveränität und ist auch kein Rechtssubjekt des Völkerrechts.

## Koimperium
Eine weitere, zu unterscheidende Konstruktion ist das Koimperium. Dabei ist das Territorium selbst formal souverän, die Gebietshoheit wird aber von mehreren fremden Staaten ausgeübt. Beispiele hierfür sind die Internationale Zone von Tanger in Marokko von 1923 bis 1956 sowie der Status des Deutschen Reichs nach 1945, das – nach herrschender Meinung in der Rechtswissenschaft – zwar nicht unterging und selbst ein souveräner Staat blieb, dessen souveräne Rechte aber von den vier Siegermächten ausgeübt wurden. Diese Rechte wurden nach und nach rückübertragen, endgültig mit dem Zwei-plus-Vier-Vertrag von 1990.

## Kommunanz
Nicht auf internationaler Ebene bestehen in der Schweiz mehrere sog. Kommunanzen: Gebiete, über die jeweils mehrere Gemeinden gemeinsam Hoheitsrechte ausüben. Hierbei handelt es sich meist um unproduktives Land. Sie entsprechen einer Art gemeinsamer Allmend.